# Kouaba
Kouaba ist ein Arrondissement im Departement Atakora in Benin. Es ist eine Verwaltungseinheit, die der Gerichtsbarkeit der Kommune Natitingou untersteht. Gemäß der Volkszählung von 2013 hatte Kouaba 7245 Einwohner, davon waren 3457 männlich und 3788 weiblich.

## Infrastruktur
Durch Kouaba führt die Straße RN7, über die in östlicher Richtung Natitingou, die Fernstraße RNIE3 sowie der Flugplatz Natitingou zu erreichen sind. In südwestlicher Richtung führt die RN7 in das Department Boukoumbé sowie die gleichnamige Stadt.

## Geographie
Das Arrondissement liegt im Nordwesten des Landes und innerhalb des Departements Atakora westlich von Natitingou. Es setzt sich aus dem namengebenden Kouaba sowie zehn weiteren Siedlungen zusammen:
1. Dikouan
2. Katanginka
3. Kouaba
4. Koukouabirgou
5. Kounitchangou
6. Koutanongou
7. Kouwanwangou
8. Moussansamou
9. Tagahei
10. Tedonté
11. Tipéti